# Gopa
Gopa is een plaats in de gemeente Falun in het landschap Dalarna en de provincie Dalarnas län in Zweden. De plaats heeft 60 inwoners (2005) en een oppervlakte van 39 hectare. De plaats ligt aan het meer Gopen.